# 林元倫
林元倫（15世紀—16世紀），字彝卿，號頤菴，浙江台州府臨海縣人，明朝政治人物。

## 生平
林元倫和兄長林元敘一同中正德五年（1510年）庚午科浙江鄉試舉人，他在嘉靖八年（1529年）己丑科會試落榜後回鄉，同船的王宗元染上疫病，別人都避開，只有他留下照料對方，到達杭州時王宗元去世，他就主理其後事，人們都認為他厚道。
之後林元倫七次參與會試都不第，謁選授延平府通判，當地舊例知府以下官職供需都取自庫役，他都一一推卻，朝廷派員監督水口鹽稅，有鹽運使被商人賄賂，他就向監司告發，鹽政為之一清；尤溪有大族聚集為盜，久久未能平定，他用計擒拿賊人首領，餘黨亦很快落網，又考慮該處地方遙遠，朝廷命令難以傳播，因此上疏劃地設立新縣名為大田，該處人民建立生祠祭祀他。其時翰林徐階遭降調為延平府推官，二人相與講學，寫下《學則養蒙說》、《新泉問辨錄》諸書，並打算振興理學，曾釐正鄉飲酒禮為各府樣式。
很快林元倫轉為滁州知州，滁州是交通要道，往來使費令民眾困苦，他寧願得罪權貴也堅持裁減，章聖太后梓宮經船隻返葬承天，朝廷有人建議走陸路返葬，他說：「江北道路險隘，定必需要毀壞民居城牆，不可費勞，這些情況不獨滁州發生。」據理力爭，走陸路一事因而擱置。他曾跟隨王守仁、湛若水學習，在滁州興建陽明書院，政事之外常和諸生講學，民風丕變，得上級交章推薦，述職離去時人民攀留不願他離去，陞承天府同知，道經泗州沒有謁見御史，於是被彈劾罷歸，在家鄉每天敘易自課，七十一歲才去世，著有《閩遊守滁湖湘歸田諸錄》、《虛受觀頤應酬》諸稿，入祀滁州名宦祠。

## 引用
1. 1 2  民國《臨海縣志·卷二十·人物》：林元敘，字典卿，號益庵，與弟元倫同薦正德庚午鄉試……元倫，字彝卿，號頤菴，己丑下第東歸，同舟王宗元染疫亟，眾咸引去，元倫獨留調護之王至武林卒，元倫治其後事，人以是厚之，七上春官不第，謁選授延平倅；故事郡自長僚而下凡供需皆取之庫役，元倫概卻焉，當道會委監水口鹺稅，有轉運使為巨商所餌，因縱為奸，公密語監司竟釐其弊，鹺政為之一清；初尤溪三房有田氏地險族蕃嘯聚為盜，久益張莫能治，公畫計擒其巨魁，餘黨祛獲略盡，仍以其地遠，威令難及，監司就元倫議，遂草疏為請於朝創建縣治，名曰大田，人立生祠祀焉。時元輔徐階以翰林出司郡理，相與講學，著有《學則養蒙說》、《新泉問辨錄》諸書，元倫廉平純良，不自治飭，而急興禮讓明理學，嘗釐正鄉飲酒禮，巡察至下其檄，為諸郡式，欲抗疏以延平豫章二先生祀廟學，會遷官不果，王宗沐撰墓表；未幾擢守滁州，滁本孔道，往過來續民病勿給，乃痛為裁省，寧忤權貴勿恤 蔡雲程頤菴墓誌銘，見《鶴田集》，昭聖皇后梓宮舟行返葬承天，朝廷有議從陸者，元倫曰：「江北道險隘，非夷民居城堞，不可費勞，萬狀不獨滁人。」為病厲聲爭之，議竟寢。 王宗沐頤菴墓表，元倫素遊陽明甘泉二先生之門，所得最深 蔡墓誌，入滁建陽明書院 王墓表，政餘日與滁士發明之，民俗丕變，部使者交章論薦無異詞，迨以述職行，童叟攀留不忍舍，尋擢承天貳守，道泗州適新巡察甫至，以不過參謁論罷歸，日以敘易自課，年七十一卒，所著有《閩遊守滁湖湘歸田諸錄》、《虛受觀頤應酬》諸稿。 蔡墓誌
2. ↑  同治《延平府志·卷三十五·名宦下》：林元倫，台州人，嘉靖間舉人，通判府事，慎重通敏，平尤溪盜有功，析置大田縣之議實元倫發之。
3. ↑  光緒《滁州志·卷四·職官志》：林元倫，字彝卿，浙江臨海人，以鄉薦由延平倅，守滁州，天性廉明愷悌，時旱徒步禱於柏子潭，有白龜浮水上甘澍輒應，滁本孔道輪蹄，日夕為困，公殫精裁省，即忤權貴弗恤，會章聖太后返葬從陸行公極口爭不便而所議協濟稱石畫焉，諸所因革悉中時宜，尤禮賢羅士，庀黌宇、修滁乘，當道交薦之，述職行童叟扳臥不忍舍，公素遊陽明甘泉之門故，所在有實政，終承天府，祀名宦。